# Supereroi (film)
Supereroi è un film italiano del 2021 diretto da Paolo Genovese.

## Trama
La storia d'amore di Marco e Anna: lui è un professore di fisica convinto che tutto abbia una spiegazione, lei una fumettista con un carattere impulsivo e nemica delle convenzioni. A tenerli insieme è qualcosa che nessuna formula può svelare.

## Distribuzione
Il film è stato distribuito a partire dal 23 dicembre 2021 e dal 7 febbraio 2022 è disponibile su Amazon Prime Video. È stato trasmesso il 4 aprile 2024 in seconda serata su Canale 5.
Ha incassato 607.000 euro.

## Riconoscimenti
- 2022 – Premio Flaiano per la cinematografia
  - Miglior interpretazione a Jasmine Trinca